# Rodné číslo

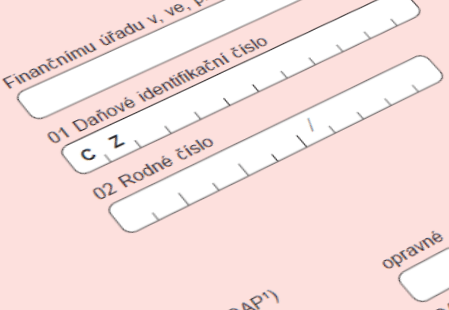
Políčko pro rodné číslo na formuláři k přiznání k dani z příjmů fyzických osob

Rodné číslo (v různých zemích pojmenované různě, na Slovensku stejně) je jednoznačný číselný identifikátor přidělovaný obyvatelům.

## Rodné číslo (Česko)
Rodné číslo v České republice je upraveno v zákoně č. 133/2000 Sb., o evidenci obyvatel. Z rodného čísla lze odvodit datum narození a pohlaví příslušné osoby. V Česku patří rodné číslo mezi osobní údaje. V mnoha dalších státech se používají obdobné číselné identifikátory, přičemž shodný formát i stejný rozsah jako v Česku mají rodná čísla na Slovensku (vzhledem ke společné československé minulosti). Rodné číslo se skládá z devíti nebo deseti číslic. Prvních šest číslic v obou případech popisuje datum narození ve formátu RRMMDD, tj. po dvou číslicích pro rok, měsíc a den narození (s případnou úvodní nulou). Např. 701020 označuje datum narození 20. října 1970. Přitom ženy mají k měsíci narození připočteno číslo 50 (tzn. 706020 označuje ženu narozenou 20. října 1970). Od roku 2004 (zákonem č. 53/2004 Sb.) je navíc zavedena možnost v případě, že jsou v některý den již vyčerpána všechna platná čtyřčíslí, použít alternativní rodné číslo, kde se k číslu měsíce narození přičte ještě číslo 20 (u žen v tom případě tedy celkem 70). Zbytek rodného čísla (tzv. koncovka rodného čísla) odlišuje osoby stejného pohlaví narozené ve stejný den a zpravidla se odděluje lomítkem. Pro osoby narozené do roku 1953 včetně za lomítkem následovaly tři cifry, od roku 1954 přibyla čtvrtá číslice, která slouží ke kontrole platnosti rodného čísla jako kontrolní číslice.
Jelikož je rok narození v rodném čísle uveden pouze dvoumístně, ve stávajícím formátu by rodné číslo přestalo být roku 2054 jednoznačným identifikátorem, protože do té doby lze rodná čísla osob narozených před 1. lednem 1954 poznat podle jejich devítimístné délky. Předpokládá se však, že do té doby bude nahrazeno jiným identifikátorem, případně zavedena jeho vhodná úprava. (Viz též problém Y2K.)

### Kontrolní číslice
Desetimístná rodná čísla (tzn. rodná čísla od roku 1954) jsou beze zbytku dělitelná jedenácti, aby bylo možno snadno rozpoznat překlepy anebo jiné náhodné chyby. Poslední číslice desetimístného rodného čísla slouží jako kontrolní číslice, přičemž jde o zbytek po celočíselném dělení (tzv. modulo) prvních devíti čísel desetimístného rodného čísla jedenácti. Z tohoto pravidla existovala následující výjimka: Pokud je zbytek po dělení prvních devíti čísel desetimístného rodného čísla roven číslu 10 (a neexistuje tedy žádná kontrolní číslice z rozsahu 0–9, kterou by bylo možno docílit splnění předchozího pravidla), jako kontrolní číslice se použije číslice 0, přičemž celé takové desetimístné rodné číslo pak dělitelné jedenácti není. Tato výjimka však byla použita jen zhruba u tisíce rodných čísel, přidělování takovýchto rodných čísel bylo roku 1985 podle vnitřního předpisu FSÚ Č. Vk. 2898/1985 ukončeno, i když není však zcela vyloučeno, že se v minimálním počtu vyskytla i po tomto roce.
Dělitelnost jedenácti lze snadno zkontrolovat i zpaměti: kritériem dělitelnosti jedenácti je rozdíl součtu cifer na sudých a lichých místech a jeho dělitelnost jedenácti, např. u čísla 736028/5163 je součet číslic na lichých místech 7 + 6 + 2 + 5 + 6 = 26, součet číslic na sudých místech 3 + 0 + 8 + 1 + 3 = 15 a rozdíl těchto čísel, tj. 26 − 15 = 11, je beze zbytku dělitelný jedenácti, takže i celé rodné číslo je dělitelné jedenácti a je tedy formálně platné.

### Užití
Rodné číslo se v mnoha kontextech používá jako jednoznačný identifikátor fyzické osoby. Je uvedeno např. na občanském průkazu, vyžadují ho banky při založení bankovního účtu atd. Rodné číslo je však považováno za osobní údaj a na nakládání s ním se vztahují omezení daná zákonem o zpracování osobních údajů.
Rodné číslo se používá také ve funkci čísla pojištěnce pro zdravotní pojištění a sociální pojištění. Zákon považuje rodné číslo za osobní údaj, a proto je jeho zpracování možné pouze se souhlasem nositele rodného čísla nebo tam, kde to dovolil zákon. Osoba, která rodná čísla užívá neoprávněně, se dopouští správního deliktu, za který ji Úřad na ochranu osobních údajů může potrestat pokutou.

### Historie
1946
Historie jednoznačného číselného identifikátoru fyzické osoby (tj. pro každou fyzickou osobu jedinečné číselné kombinace) na území tehdejšího Československa počíná od roku 1946, kdy byl zaveden jako číslo pracovního průkazu vydaného na základě zákona č. 29/1946 Sb., kterým se zavádějí pracovní průkazy.
1948
V roce 1948 byl přijat zákon č. 198/1948 Sb., ze dne 19. července 1948, o občanských průkazech. Na jeho základě vznikl každému občanu Československa staršímu patnácti let nárok na vydání jednotného průkazu (tzv. občanského průkazu), který byl označen číslem. Způsoby tvorby a přidělování tohoto čísla občanského průkazu byly uvedeny ve Směrnici Ministerstva vnitra č. 1130/3-5/10-48-III/634 ze dne 6. října 1948, k provedení zákona č. 198/1948 Sb., o občanských průkazech. V této směrnici se v části VII. Straně I. průkazu píše: „… číslo průkazu je zavedeno celostátně v dohodě s Ministerstvem sociální péče podle evidence Ústřední národní pojišťovny v Praze po vzoru čísel pracovních průkazů. … Číslo občanského průkazu jest totožné s číslem, které bylo nebo bude žadateli uděleno jako číslo pracovního průkazu podle zák. č. 29/1946 Sb., a proto, … přenese národní výbor vydávající občanský průkaz do tohoto číslo vepsané v pracovním průkazu … Nemá-li žadatel o vydání občanského průkazu pracovní průkaz, určí národní výbor vydávající občanský průkaz sám tři prvé části čísla a za účelem určení zbývající čtvrté části (oddělené lomítkem) učiní přímý dotaz u Ústřední národní pojišťovny.“
1949
Dne 30. června 1949 vydalo Ministerstvo vnitra vyhlášku č. 736/1949 Ú. l., o všeobecné povinnosti prokazovat se občanským průkazem. Ta stanovila všeobecnou povinnost československých občanů, kteří mají ve smyslu zákona č. 198/1948 Sb., o občanských průkazech nárok na vydání občanského průkazu, opatřit si jej do 31. prosince 1950 a od 1. ledna 1951 se jím na výzvu oprávněných orgánů prokazovat kdekoliv na celém území Československa. Na základě této vyhlášky byl tedy všem tehdejším občanům Československa starším patnácti let vydán občanský průkaz s číslem, které bylo vytvořeno na základě rodných údajů držitele průkazu a rozlišující koncovky. Tím byl všem tehdejším československým občanům starším patnácti let přidělen jednoznačný identifikátor, který měl (téměř) stejný způsob tvorby a (téměř) stejnou strukturu jakou mělo mít později rodné číslo. Tento identifikátor se však ještě nenazýval rodným číslem, nýbrž (podle konkrétní situace) buď číslem občanského průkazu, nebo číslem pracovního průkazu.
1953
V roce 1953 je na základě návrhu tehdejšího Ministerstva národní bezpečnosti vydáno vládní nařízení č. 61/1953 Sb., o občanských průkazech, jímž je zrušen zákon č. 198/1948 Sb., ze dne 19. července 1948, o občanských průkazech. Co se týká čísla občanského průkazu, dochází ve smyslu tohoto vládního nařízení ke změně, jejíž podstatou je oddělení čísla občanského průkazu, které je nově stanoveno jako výrobní číslo občanského průkazu, od rodného čísla občana sestaveného na základě jeho rodných údajů a rozlišující koncovky. Toto číslo občana bylo nazváno rodným číslem a legislativně zakotveno ve vyhlášce Ministerstva národní bezpečnosti č. 240/1953 Ú. l., ze dne 27. července 1953, kterou se vydávají podrobnější předpisy o občanských průkazech a která je prováděcím předpisem k výše uvedenému vládnímu nařízení. V jejím § 6 se píše: „Do občanského průkazu … zapisuje pro účely důchodového zabezpečení rodné číslo; nebude-li toto číslo zapsáno okresním oddělením Veřejné bezpečnosti při vydání občanského průkazu, je občan povinen nejpozději do 14 dnů po vydání občanského průkazu požádat o zápis rodného čísla okresní národní výbor.“ Samotný pojem rodné číslo byl tedy do československého právního řádu a českého a slovenského jazyka zaveden až vyhláškou Ministerstva národní bezpečnosti č. 240/1953 Ú. l., ze dne 27. července 1953, kterou se vydávají podrobnější předpisy o občanských průkazech. Tato vyhláška ještě nedefinovala, co je to „rodné číslo“ a nestanovila ani způsob tvorby či nakládání s ním.
1976
Prvním právním předpisem, který definoval pojem „rodné číslo“ (tj. jednoznačně stanovil, co rodné číslo je), určil, jak se tvoří, z jakých částí se skládá a kdo a podle jakých pravidel jej přiděluje, byla vyhláška Federálního statistického úřadu č. 55/1976 Sb., ze dne 22. ledna 1976, o rodném čísle, která byla vydána k provedení § 23 odst. 2 zákona č. 21/1971 Sb., o jednotné soustavě sociálně ekonomických informací. Předmětná vyhláška vymezila rovněž okruh osob, jimž je rodné číslo přiděleno, a stanovila instituce, které provádějí opravy a změny rodného čísla.
1977
Na vyhlášku Federálního statistického úřadu č. 55/1976 Sb., ze dne 22. ledna 1976, o rodném čísle, navazovala vyhláška Federálního ministerstva vnitra č. 22/1977 Sb., ze dne 10. března 1977, kterou se vydávají bližší předpisy k zákonu o matrikách. Jde o první právní předpis, který stanovuje rodné číslo jako jeden z povinných údajů, které se zapisují do matričních knih při narození, sňatku i úmrtí. Tato vyhláška Federálního ministerstva vnitra je tedy prvním právním předpisem, který legalizoval zapisování rodných čísel do matričních knih a souvisejících dokumentů (např. rodné, oddací a úmrtní listy apod.).
1991 až 93
Na začátku 90. let 20. století bylo v tehdejším Československu přes 100 tisíc lidí s duplicitním rodným číslem, důvodem byla neexistující centrální evidence obyvatelstva. Úřady ročně měnily rodná čísla desítkám lidí, většina se změně podřídila. Právní ukotvení nastalo až zákonem č. 133/2000 Sb., o evidenci obyvatel a rodných číslech. Změna zákona o evidenci obyvatel (č. 53/2004 Sb.) definovala vedení rodného čísla v informačním systému evidence obyvatel (AISEO) a ustanovila další důležitá pravidla.
2009
Vláda schválila návrh na utlumení rodných čísel, z důvodu jejich snadného zneužití. Rodné číslo by měly nahradit identifikátory, ze kterých by nebyl rozeznatelný věk, datum narození ani pohlaví. Návrh na utlumení rodných čísel byl několikrát odložen. V soukromém sektoru bude rodné číslo nahrazeno především bezvýznamovým směrovým identifikátorem fyzické osoby (BSI).

### Kontroverze
V roce 2023 jsou soukromým sektorem náklady na utlumení rodných čísel odhadovány na 56 miliard Kč (15 miliard stát, 41 miliard soukromý sektor).[zdroj?] Státní výdaje zahrnují náklady na vybudování IT infrastruktury, která bude požadavky na identifikaci vyřizovat. Ministr pro místní rozvoj Ivan Bartoš tak vysoké náklady rozporoval s tím, že většina kroků již byla učiněna kvůli nařízení o ochraně osobních údajů (GDPR). Odstranění rodného čísla z občanských průkazů má být bez nákladů, další státní systémy (např. informační systém základních registrů, odkud povinně čerpají data státní úřady) již několik let rodná čísla jako identifikátor osoby nepoužívají.
"Rodné číslo by nemělo být uváděno v občanském průkazu", tvrdí Úřad pro ochranu osobních údajů, který tím protestuje proti časově neohraničenému uvádění rodného čísla v občanském průkazu, schválenému v roce 2023 Poslaneckou sněmovnou.
Přitom byly zákonem stanoveny již čtyři termíny pro ukončení zápisu rodného čísla do občanských průkazů
- 31. prosince 2019 (článek IX bod 2 novely č. 424/2010 Sb.)
- 31. prosince 2021 (novela č. 370/2019 Sb.)
- 31. prosince 2023 (novela č. 261/2021 Sb.) a
- 31. prosince 2024 (novela č. 471/2022 Sb.).

## Ekvivalenty rodného čísla v zahraničí
Rodné číslo je tzv. objektový identifikátor, tj. osobní číslo, které jednoznačně identifikuje fyzickou osobu. Podobná jednoznačná identifikace se užívá v mnoha jiných zemích, a to zejména pro účely sociálního, důchodového nebo zdravotního pojištění. Často se ale používá bezpříznakové číslo, které o svém nositeli neposkytuje žádné další informace.
Užití osobních čísel je regulováno a zákon vymezuje případy, kdy se smí vyžadovat. Často se používá při komunikaci s vládními úřady. Často se také považuje za důkaz totožnosti, takže se nedoporučuje jej zveřejňovat. Zaměstnavatelé jej často využívají pro jednoznačné označení mezd. Číslo se přiděluje krátce po narození, ale mohou ho získat i cizinci pro účely registrace. Osobní číslo se objevuje například také na kartě zdravotního a sociálního pojištění (tzv. karta KELA), řidičském průkazu a v cestovním pase.
Odlišný přístup je v části zemí, které nemají jednotná identifikační čísla a zachovávají jejich účelovost (resp. sektorovost) podobně jako např. služební čísla, čísla smluv zdravotního pojištění apod.

### Slovensko
Na Slovensku se vzhledem ke společné historii i po rozdělení federace používá rodné číslo ve stejném formátu jako v Česku.

### Finsko
Ve Finsku se vydává jednoznačné osobní alfanumerické číslo, finsky henkilötunnus (HETU), které se používá pro identifikaci občanů ve vládních a občanských systémech.
Má tvar
DDMMRRCZZZQ
kde
- DDMMRR je datum narození (den, měsíc a rok narození s případnou úvodní nulou),
- C je znak označující století (dvojčíslí ročníku):
  - „+“ pro ročníky 18xx (19. století),
  - „-“ pro 19xx (20. století),
  - „A“ pro 20xx (21. století),
- ZZZ je pořadové osobní identifikační číslo (sudé pro ženy, liché pro muže) a
- Q je znak vyjadřující kontrolní součet. Znak kontrolního součtu se počítá z devíti číslic DDMMRRZZZ, z něhož se zjistí zbytek po dělení 31. Znak kontrolního součtu je pak (n + 1). („en plus prvý“) znak z řetězce „0123456789ABCDEFHJKLMNPRSTUVWXY“.

Správným osobním číslem je tedy například 311280-999J.

### Polsko
Polská evidence obyvatel je založena také na obdobném číslování v rámci systému PESEL, polsky Powszechny elektroniczny system ewidencji ludności (česky „Všeobecný elektronický systém evidence obyvatel“), který shromažďuje i řadu dalších údajů. Tato zkratka systému je obecně užívána i jako označení pro samo číslo PESEL. Přiděluje ho ministerstvo vnitra.
Číslo PESEL má 11 číslic bez rozdělení a jednoznačně identifikuje určitou fyzickou osobu (určuje datum narození, pořadové číslo a pohlaví).
- 1. až 6. číslice znamenají datum narození ve formátu RRMMDD, přičemž určeno je i století pomocí změny dvojčíslí měsíce: pro 18xx o 80, pro 20xx o 20, pro 21xx o 40 a pro 22xx o 60),
- 7. až 10. číslice je čtyřmístné pořadové číslo s rozdělením na liché pro mužské pohlaví a sudé pro pohlaví ženské; po změně pohlaví se přidělí nové číslo PESEL,
- 11. číslice je kontrolní, vypočítaná tak, že prvních deset číslic se roznásobí čísly 1, 3, 7, 9, 1, 3, 7, 9, 1 a 3, součiny se sečtou, součet se celočíselně vydělí deseti a zbytek tohoto dělení se odečte od deseti.[8]

Například u 44051401458 jde o muže narozeného 14. května 1944.

### Francie
Identifikačními čísly osob ve Francii jsou čísla INSEE, známá také jako čísla sociálního zabezpečení osob (ačkoliv jsou univerzální), ale přiděluje a eviduje je Francouzský statistický ústav (Institut national de la statistique et des études économiques, INSEE), který je nezávislý na systému sociálního zabezpečení. Proto se označují jako číslo zápisu v registru fyzických osob (numéro d'inscription au répertoire des personnes physiques, zkratka NIRPP nebo ještě více zkráceně NIR).
Číslo má formát 13 číslic informativních a dvouciferného kontrolního čísla a má tvar
syymmlllllooo kk
kde zpravidla:
- Hodnoty s označují:
  - 1 – Francouz (mužského pohlaví),
  - 2 – Francouzka,
  - 3 a 4 – cizinec, cizinka a
  - 7 a 8 – obdobně pro přechodná čísla NIR,
- yymm – rok a měsíc narození
- lllll – místo (oblast) narození,
- ooo – pořadové číslo osoby z téhož místa a měsíce,
- kk – kontrolní číslo vypočtené jako 97 − (číslo „syymmlllllooo“ modulo 97), tj. od čísla 97 se odečte zbytek celočíselného dělení třináctimístného čísla „syymmlllllooo“ číslem 97.

### USA
V Spojených státech amerických se používá číslo sociálního zabezpečení (Social Security number, SSN), devítimístné číslo vydávané samostatnou federální Správou sociálního zabezpečení (Social Security Administration, SSA) pro občany USA, trvalé i přechodné rezidenty (podle paragrafu 205(c)(2) Zákona o sociálním zabezpečení (Social Security Act), resp. 42 U.S.C. § 405(c)(2)), přičemž toto číslo se používá jako všeobecné identifikační číslo i pro ostatní (tj. i nesociální) účely.
Kromě tohoto identifikačního čísla daňové úřady provozují systém čísel plátců daní Individual Taxpayer Identification Number (ITIN).

### Německo
V Německu není žádné celostátní identifikační číslo osob. Jediná decentralizovaná databáze provozovaná společnostmi sociálního pojištění eviduje čísla sociálního pojištění pro téměř všechny osoby.
Od roku 2008 jsou v evidenci identifikační čísla plátců daní, které nahradily dřívější evidenci čísel daňových složek. Osoby, které jsou současně zaměstnanci i samostatně výdělečné osoby, mají dvě taková daňová čísla. Obdobné číslo pro organizace, které jim přiděluje rovněž finanční správa, se nazývá ekonomické identifikační číslo. Tento číslovací model je celostátní a organizuje ho Spolkový ústřední daňový úřad. Pro účely výběru DPH se vydává daňové číslo (Steuerliche Identifikationsnummer) osobám i organizacím v závislosti na jejich příjmech. To je součástí celoevropského konceptu stejně jako české DIČ.
Navíc je všem lidem ve vojenské evidenci přidělováno ještě vojenské služební číslo (Personenkennziffer) ve tvaru např. 261083-K-20917 pro člověka narozeného 26. října 1983 s příjmením (při registraci) začínajícím na K, zaevidovaného na obvodní vojenské správě č. 209 v části Německa s č. 1 (severozápad). Poslední číslice je kontrolní.
Žádné z těchto čísel ale není všeobecně používané jinak než pro účely, ke kterým bylo zřízeno. Německý občanský průkaz neobsahuje žádné osobní číslo, má jen vlastní číslo průkazu. Od lidí se při úředních jednáních neočekává, že znají své číslo, což vyvolává občas potíže s jejich záměnou.
Svého času chtěla západoněmecká vláda zavést dvanáctimístné osobní identifikační číslo (Personenkennzeichen, PKZ) pro všechny občany, registrované cizí rezidenty a také pro nesídlící oběti nacismu pro oprávněné náhradové platby. Systém byl zaveden v roce 1973, ale v roce 1976 bylo rozhodnuto, že odporuje existujícímu právnímu rámci (ústavě). V NDR se podobný systém, který byl zaveden v roce 1970, jmenoval Personenkennzahl (rovněž PKZ) a používal se až do konce NDR v roce 1990.

### Mexiko
Mexiko zavedlo Jednotné číslo rejstříku obyvatel (Clave Única de Registro de Población, CURP) pro občany i pobývající osoby.
Každé číslo CURP je jedinečný alfanumerický řetězec 18 znaků navržený tak, aby bránil duplikaci. Je založený zejména na jménech osoby (u příjmení jde vždy o rodná příjmení). Celé jméno osob ve španělsky hovořících zemích se skládá z
- individuálních (křestních) jmen (dále „jméno“),
- prvního příjmení po otci a
- druhého příjmení po matce (tj. jejího prvního rodného příjmení po jejím otci).

Číslo CURP se skládá z těchto znaků:
1. iniciála (1. znak) 1. znak příjmení a 1. samohláska po něm,
2. iniciála 2. příjmení (případně X, pokud nemá 2. příjmení),
3. iniciála 1. jména (nebo 2. jména, pokud je má a prvním jménem je María nebo José),
4. šestimístně datum narození ve formátu rrmmdd,
5. písmeno pohlaví:
  - „H“ pro muže (Hombre)
  - nebo „M“ pro ženy (Mujer),
6. dvoupísmenná zkratka svazového státu narození, přičemž pro cizince se používá „NE“ (Nacido en el Extranjero),
7. 2. vnitřní souhláska 1. příjmení,
8. 2. vnitřní souhláska 2. příjmení,
9. 2. vnitřní souhláska 1. jména (kromě Marii a Josého),
10. 2 znaky označující rok narození: číslice pro narozené před rokem 2000 (ročníky 19xx) a písmena pro pozdější (ročníky 20xx), generované Národním rejstříkem obyvatel kvůli zachování jedinečnosti čísla CURP.

Příkladem budiž číslo CURP pro ženu s celým jménem Gloria Hernández García narozenou 27. dubna 1956 ve státě Veracruz: HEGG560427MVZRRL05.

### Další státy
Podobně jako v USA a ve Francii existuje v řadě dalších zemí identifikátor označovaný jako číslo sociálního pojištění, např. v anglosaských státech (zejména ve Velké Británii, Kanadě a Austrálii) a v německy mluvících zemích (tj. kromě Německa především také v Rakousku a Švýcarsku), přičemž sice není číslo sociálního pojištění považováno za jednoznačný identifikátor osoby, ale v praxi často plní jeho roli. V těchto zemích se někdy, a to zpravidla pro zvláštní (specifické) účely, jako identifikátor používá i jiné číslo, např. číslo zdravotního pojištění či fiskální (daňové) číslo, tj. číslo pro daňová přiznání.